# Битка код Батога
Битка код Батога се одиграла 1-2. јуна 1652. код села Батог на реци Јужни Буг, у другој фази устанка Богдана Хмељницког.

### Увод
Примирјем у Белој Цркви (1651) и поништењем споразума у Збориву укинуте су скоро све тековине устанка Богдана Хмељницког, па је козачка Рада одбила да их прихвати, обновивши савез са Турском.

### Битка
У покушају да поново запоседне Украјину, пољска армија је у пролеће 1652. кренула на Кијев, али је 1. јуна код Батога опкољена бар троструко већом војском козака и Татара. Пољски утврђени логор освојен је после два дана битке, а пољни хетман Мартин Калиновски погинуо је у боју.

### Последице
После битке је Хмељницки откупио Пољаке које су заробили Татари, и наредио њихов масакр. Ово је вероватно било у намери да се освети за властите губитке приликом Берестечке битке.
После ове победе Украјина се ослободила пољске доминације, и поништен је уговор из 1651. којим је Украјина била потчињена пољском краљу.